# 湯尼·拉澤里
安東尼·麥可·拉澤里（英語：Anthony Michael Lazzeri，1903年12月6日—1946年8月6日），為美國職棒大聯盟的二壘手。生涯曾效力過洋基、小熊、道奇與巨人等隊。他是洋基隊著名的殺手打線中的一員。
目前拉澤里仍是美聯單場打回最多分打點的紀錄保持人，他在1936年5月24日的比賽中打回11分打點。而他也是大聯盟史上第一位單場敲出兩發滿貫砲的球員。1991年，拉澤里被名人堂資深委員會引薦入選名人堂。

## 職業生涯
拉澤里於1922年於小聯盟開啟職業生涯。1925年，拉澤里寫下職業棒球員單一球季最多的222分打點。  當時小聯盟已經和小熊隊達成協議，不過基於拉澤里的癲癇病史，小熊最後放棄簽下他。下一順位的紅人隊也宣布放棄，最後由洋基隊成功簽下。

### 紐約洋基
洋基隊總管Ed Barrow用了Frank Zoeller、Mack Hillis以及5萬美元向小聯盟換來拉澤里。1926年，拉澤里登上大聯盟。他與另一名新秀Mark Koenig輪流擔任球隊先發二壘手。該年拉澤里全勤出賽，敲出18轟與114分打點。這年洋基隊順利闖進世界大賽，不過鏖戰7場不敵紅雀。其中第七場的7局下，拉澤里在滿壘情況下還遭到宿醉未醒的格羅佛·克里夫蘭·亞歷山大給三振出局。
1927年，這年洋基隊組成了可怕的殺手打線。拉澤里這年繳出3成09的打擊率，外帶18轟與102分打點的成績。最後他們在世界大賽上4連勝橫掃海盜。球季結束後，拉澤里一度因為肌肉傷勢差點中止了他的職業生涯，不過他後來仍繼續在場上馳騁。1928年世界大賽，洋基再度與紅雀相遇。這次拉澤里成功從亞歷山大手中敲出關鍵安打，最後洋基再次完成4連勝橫掃。而拉澤里在MVP票選上也拿下第三名。
1929年，拉澤里繳出生涯新高的3成54打擊率。1932年世界大賽，拉澤里敲出2轟幫助球隊拿下冠軍。1933年，他入選了大聯盟第一屆的明星賽。不過他在1934年遭遇了膝蓋傷勢。
1936年5月24日，他單場敲出11分打點，至今仍是美聯紀錄。同個月，他還在連續4場比賽敲出7發全壘打。1936年世界大賽，拉澤里敲出大聯盟世界大賽史上出現過兩次的滿貫全壘打。隔年，他又在世界大賽上跑回致勝分。

### 生涯後期
1937年球季結束後，洋基隊將拉澤里釋出。1938年，小熊隊網羅了拉澤里。這年小熊隊順利拿下聯盟冠軍，不過卻在世界大賽上被拉澤里的前東家洋基隊橫掃。1939年，拉澤里加入了道奇隊。不過他在出賽14場比賽繳出2成82的打擊率後被球隊釋出。後來他在隔天加入了巨人隊，並擔任球隊三壘手。6月7日，他又遭到球隊釋出。
1938年至1941年，拉澤里都在小聯盟打球。1942年與1943年，他在小聯盟同時擔任球員兼總教練。

## 個人生活
拉澤里於1923年結婚，並生下一子大衛(1931-2013)。

## 去世
1946年，拉澤里因為從樓梯上摔下來去世，享年僅42歲。根據驗屍官的報告，拉澤里因為心臟病發而從樓梯上跌倒。不過後人認為拉澤里應該是癲癇發作而不是心臟病。

## 外部連結
- 球員資訊和成績在MLB，ESPN，Baseball-Reference，Fangraphs（英文）